# Вакуленко Володимир Прокопович
Вакуленко Володимир Прокопович (нар. 11 червня 1963, смт Сахновщина, Харківська область) — український поет, прозаїк, журналіст, публіцист, громадський діяч. Член НСПУ (з 2003), НСКУ (з 2023).

## Життєпис
Закінчив школу в Сахновщині, займався в літературній студії Палацу культури будівельників імені Горького в Харкові. Належав до літературно-мистецького об'єднання «Заспів» у Краснограді.
Журналіст, був кореспондентом районної газети «Колос».
У 2001—2004 керував літературною студією «Коло друзів» при відділі культури Сахновщинської районної державної адміністрації.
Розробив ідею герба і прапора Сахновщинського району, затверджених сесією райради в березні 2001. Художник — Геннадій Ковальчук.
Від 2003 — член Національної спілки письменників України.
В 2005 ініціював заснування Всеукраїнської літературної премії ім. Михайла Чабанівського.
Від 2023 — член Національної спілки краєзнавців України.

## Громадська діяльність
З 1997 року був членом РУХу, у 1999—2003 був головою районної організації УНР (УНП). Довірена особа кандидата на посаду Президента України Юрія Костенка на виборах 1999 року. 
Засновник і голова (з 2001) Сахновщинської організації Суспільної Служби України.
Керівник районного виборчого штабу блоку «Наша Україна» на парламентських виборах 2002 року. З 2003 року — член Конгресу Українських Націоналістів, очолював партійний осередок в Сахновщині.
В час президентських виборів 2004 року — уповноважений від коаліції політичних партій «Сила народу» по Сахновщинському району.

## Творчість
Автор книжок:
- збірки поезій «Часопростір» (2001, вид-во «Оригінал», Харків),[2]
- збірки поезій «Опісля Апокаліпсису» (2003, вид-во «Оригінал», Харків),
- збірки поезій «Ристалище» (2006, вид-во «Оригінал», Харків),
- книжки прози й публіцистики «Слово як шанс на виживання» (2008, «Майдан», Харків),[3]
- документального нарису про Голодомор 1933 р. «Не для ката наша хата» (2012, ФОП Федорко, Харків),
- історико-краєзнавчого нарису «Ой три шляхи  широкії…» (2018, ФОП Мачулін, Харків),
- історико-краєзнавчого нарису «Гомін степів» (2019, вид-во «Федорко», Харків),
- «Музи планети» — у співавторстві з Петром Гайворонським (2016, МП «Леся» Київ),
- збірки поезій «Прочистень» (Харків, ФОП Бровін, 2024),
- історико-краєзнавчого нарису «Прийдіть на берег Вічної Ріки» (2025, «Майдан», Харків).

## Відзнаки
- Лауреат муніципальної премії Харківської міськради ім. Олександра Олеся (2005).
- Дипломант обласної літературної премії імені Олександра Масельського в номінації «Поезія» (2009).
- Лауреат Всеукраїнської літературної премії імені Михайла Петренка «Дивлюсь я на небо» в номінації «Поезія» (2019, м. Слов'янськ).